# Paviken (naturreservat)
Paviken är ett naturreservat i Eskelhem och Västergarn socknar i Region Gotland på Gotland.
Området är naturskyddat sedan 1994 och är 76 hektar stort. Reservatet omfattar sjön Paviken och dess strandområden och är en värdefull fågelmiljö. 